# BP 42
Der BP 42 (Langform: Behelfsmäßiger Panzerzug 1942) war ein deutscher Panzerzugtyp aus der Zeit des Zweiten Weltkrieges und wurde Ende Dezember 1942 von der Wehrmacht bei mehreren Panzerzügen eingesetzt.

## BP 42 (Behelfsmäßiger Panzerzug 1942)

### Geschichte BP 42
Unter der Zuständigkeit der Eisenbahnpioniere übernahm die Wehrmacht 1937 alte Bahnschutzzüge und wandelte diese zu Panzerzügen um. Während der Zerschlagung der Tschechoslowakei und dem Überfall auf Polen erbeutete sie einiges an Fahrzeugen und erstellte damit weitere Panzerzüge. Damit hatte die Wehrmacht 1941 ein buntes Sammelsurium von 18 verschieden zusammengestellten Panzerzügen. Diese Panzerzüge unterschiedenen sich nahezu in allem, bei der Länge, der Anzahl der Wagen, der Wagentypen und der Ausrüstung. Mit dem Unternehmen Barbarossa gegen die Sowjetunion erhöhte sich die Anzahl der Unterschiede noch einmal gravierend, nicht zuletzt durch die veränderte Spurweite (Normalspur und Breitspur).
Nachdem die Panzerzüge im August 1941 den schnellen Truppen unterstellt wurden, übernahm die Inspektion 6 (Inspektion für Heeresmotorisierung) die Federführung für die Entwicklung von Panzerzügen. Diese unternahm die ersten Schritte für eine einheitliche Lösung für die Zukunft, da durch die Größe des eroberten Raumes und die steigende Zahl der Partisanenaktivitäten ein höherer Bedarf an Panzerzügen bestand.

### Planung BP 42
In den ersten Forderungen versuchte die Inspektion 6, alle Gesichtspunkte miteinander zu vereinen. Dabei hielt man an einer zahlenstarken Infanterie-Besatzung fest, welche mit Maschinengewehren und Granatwerfern ausgerüstet werden und außerhalb des Panzerzuges operieren sollte. Zur Unterstützung der Infanterie wollte man ihnen zwei Panzerkampfwagen 38 (t) auf eigenen Trägerwagen zur Verfügung stellen. Weiterhin sollte es einen Pioniertrupp geben, welcher sich um erforderliche Reparaturen am Panzerzug und der Strecke kümmern sollte. Das Material für die Reparaturen sollte auf den Abstoßwagen mitgeführt werden. Als Bewaffnung sollten die Pioniere über einen Flammenwerfer und Sprengmittel für Angriffe auf befestigte Stellungen oder zur Entfernung von Hindernissen verfügen.
Als Bewaffnung des Panzerzuges sollte ausschließlich Beutematerial verwendet werden. Jeder Panzerzug sollte damit über zwei 7,62-cm-Feldkanonen 295/1 (r), zwei 10-cm-Feldhaubitzen 14/19 (p) und zwei 2-cm-Flak-Vierling 38 verfügen. Die Flakgeschütze sollten nicht nur gegen Luftangriffe verwendet werden, sondern auch in den Erdkampf eingreifen können.

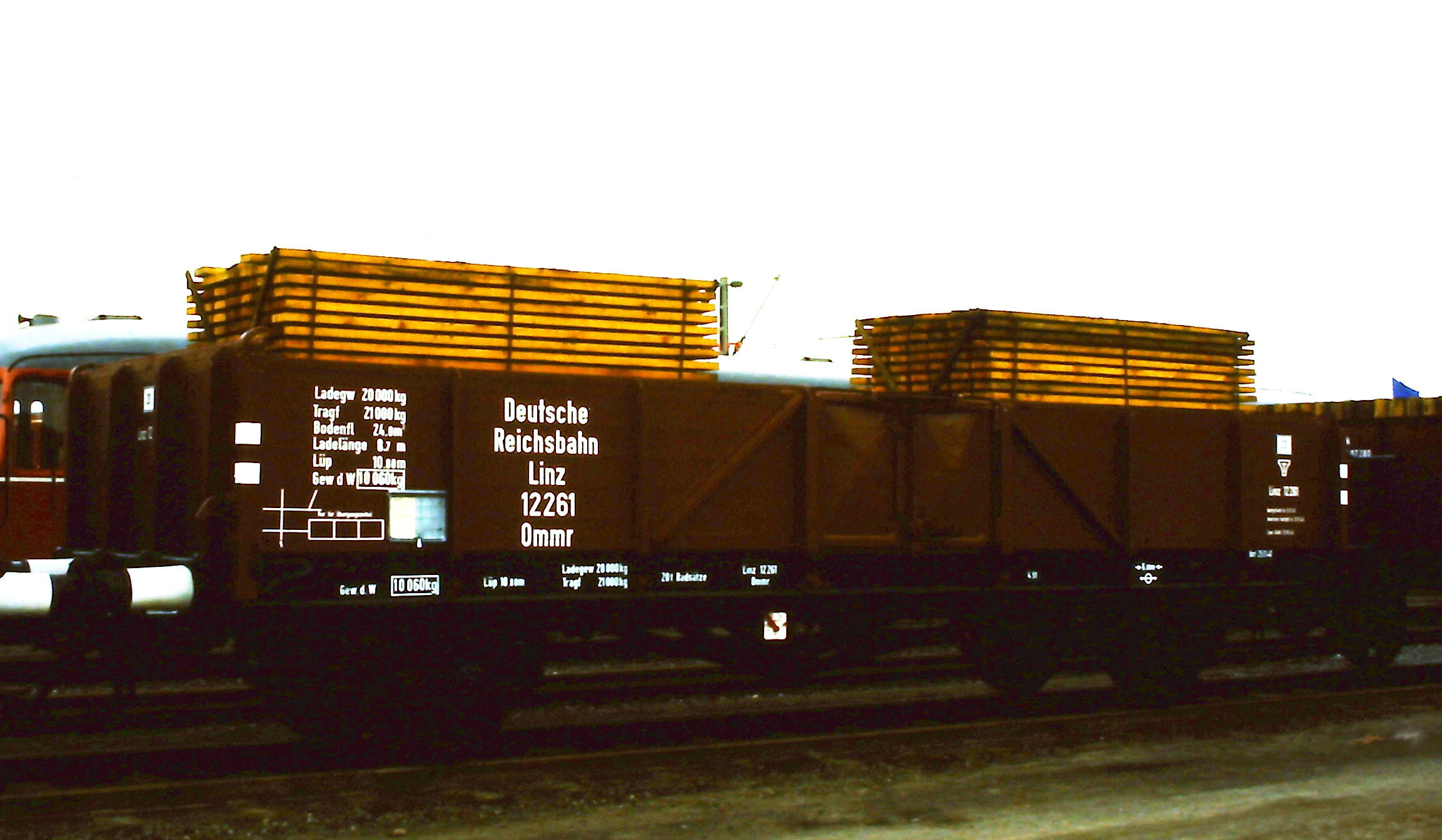
Ommr Linz

Der Aufbau der Wagen sollte ausschließlich auf zweiachsigen Fahrgestellen vom Typ Ommr Linz (Radstand 6 m) aufgebaut werden. Lediglich die Panzerträgerwagen waren Sonderkonstruktionen mit einem verlängerten Radstand von 7 m. Auf allen Wagen konnte nur eine Panzerung von 30 mm Stärke angebracht werden, da sonst das Gewicht der Wagen zu hoch wäre. Damit konnten nur Geschosse bis zum Typ S. m. K. die Panzerung nicht durchschlagen, doch das nahm man in Kauf. In der Forderung der Inspektion 6 hieß es:

„Behelfsmäßiger Panzerzug 1942, SmK-sicher“

Durch die Bezeichnung Behelfsmäßiger Panzerzug 1942 (BP 42) und die noch schwache Panzerung lässt sich schließen, dass dies nur ein Entwicklungsstand war und man für später verbesserte Panzerzüge plante.

### Entwicklung BP 42
Im Januar 1942 erging der Entwicklungsauftrag für den neuen Panzerzugtyp an die Firma Linke-Hofmann in Breslau. Die Konstruktionsunterlagen waren bis zum 20. Juni 1942 erstellt und man hatte bereits ein Holzmodell gebaut. Nach dem ursprünglichen Plan enthielt dieser Panzerzug zehn Wagen:
- zwei Gefechts- und Infanteriewagen
- zwei Kommandowagen, wobei einer mit einer eingebauten Küche und der andere mit einem Sanitätsraum ausgerüstet war
- zwei Flak- und Geschützwagen
- zwei Panzerträgerwagen
- zwei Abstoßwagen

Verteilt waren die Wagen gleichmäßig auf beide Zughälften. Aus Gewichtsgründen konnte man pro Wagen nur ein Geschütz montieren. Auf dem Wagen mit dem kleineren Geschütz konnte eine zusätzliche Plattform für die 2-cm-Flak-Vierling 38 aufgebaut werden.

### Serienbau BP 42
Beim Serienbau wurden kleinere Änderungen an den Wagen unternommen. Die Haubitzwagen verfügten nun über den Küchen- und Sanitätsraum und die Infanterie wurde im Kommandowagen untergebracht. Die Panzerplatten mit 30 mm Stärke, wurden von einem ukrainischen Stahlwerk in Krywyj Rih geliefert. Das Gesamtgewicht der Wagen lag zwischen 27,24 t beim Panzerträgerwagen mit Panzer und 37,29 t beim Haubitzwagen. Der Panzerzug erreichte dadurch eine maximale Geschwindigkeit von 60 km/h und eine maximale Reichweite von 180 km. Begrenzender Faktor waren hierbei Kohle und Wasser. Die Stärke der Besatzung und Bewaffnung wurde im Kriegsstärkenachweis (K. St. N. / K. A. N.) 1169x vom 17. August 1942 geregelt. Diese wurde am 1. Februar 1943 von einer Neufassung abgelöst.

### Produktion BP 42
Am 17. Juli 1942 wurden die ersten sechs dieser Panzerzüge vom Oberkommando des Heeres bestellt. Diese Panzerzüge erhielten die Nummern 61 bis 66. Die Produktion von jeweils zwei Panzerzügen begannen am jeden ersten der Monate September, Oktober und November. Beginnend mit dem 15. Oktober 1942 sollten diese in 14-tägigen Abständen fertig werden und der Panzerzug-Ersatzabteilung für die Endausrüstung und Bemannung zugeführt werden. Doch es traten die ersten Verzögerungen auf. Der erste Panzerzug (Panzerzug 61) war am 23. Dezember 1942 einsatzbereit, der letzte (Panzerzug 66) erst am 23. Juli 1943.
Am 27. April 1943 bestellte das Oberkommando des Heeres eine neue Serie von sechs Panzerzügen, welche die Nummern 67 bis 72 erhielten. Diese sollten jeweils zum Dreißigsten der Monate Juli bis Dezember komplett Einsatzbereit sein. Die Verzögerungen beim Baubeginn waren nun allerdings noch größer. Die Bauarbeiten am ersten Panzerzug dieser Serie (Panzerzug 67) begannen am 15. Mai 1943, die am letzten (Panzerzug 72) am 23. November 1943. Weiterhin wurde der Panzerzug 60 als Typ BP 42 gebaut und als Ausbildungspanzerzug genutzt.

### Technische Daten BP 42
Die Wagen des BP 42 waren auf zweiachsigen Fahrgestellen vom Typ Ommr Linz aufgebaut. Die Wagen waren 11,30 m lang und hatten einen Achsabstand von 6 m. Der Panzeraufbau war nicht symmetrisch, sondern um 50 cm verschoben aufgesetzt. Auf Fotos kann man erkennen, dass die Wagenmitte nicht mit der Mitte des Panzeraufbaus übereinstimmt. Dies wurde für eine bessere Schwerpunktlage aufgrund der schweren Geschütze durchgeführt. Die Wände des Aufbaus und die Panzerblenden für das Fahrwerk waren von der Basisplatte des Wagens ausgehend, leicht schräg nach innen geneigt. Die Seitenwände hatten eine Panzerstärke von 30 mm, das Dach eine Stärke von 15 mm. Zusätzlich verfügten alle Wagen über Zugangstüren an den Stirnseiten der Wagen. Diese Türen konnten durch ausklappbare Stahlplatten zu einem Kriechgang verbunden werden. Weiterhin verfügten alle Wagen eine durchgängige Funksprechverbindung und eine, innerhalb der Wagen mit Lautsprechern verbundene Bordsprechanlage. Diese waren fest verbaut und wurden als Fernmeldegerät für Panzerzüge geführt. Für eine Kommunikation nach außen benutzten die Panzerzüge ausschließlich Funk.

#### Panzerzuglokomotive BP 42

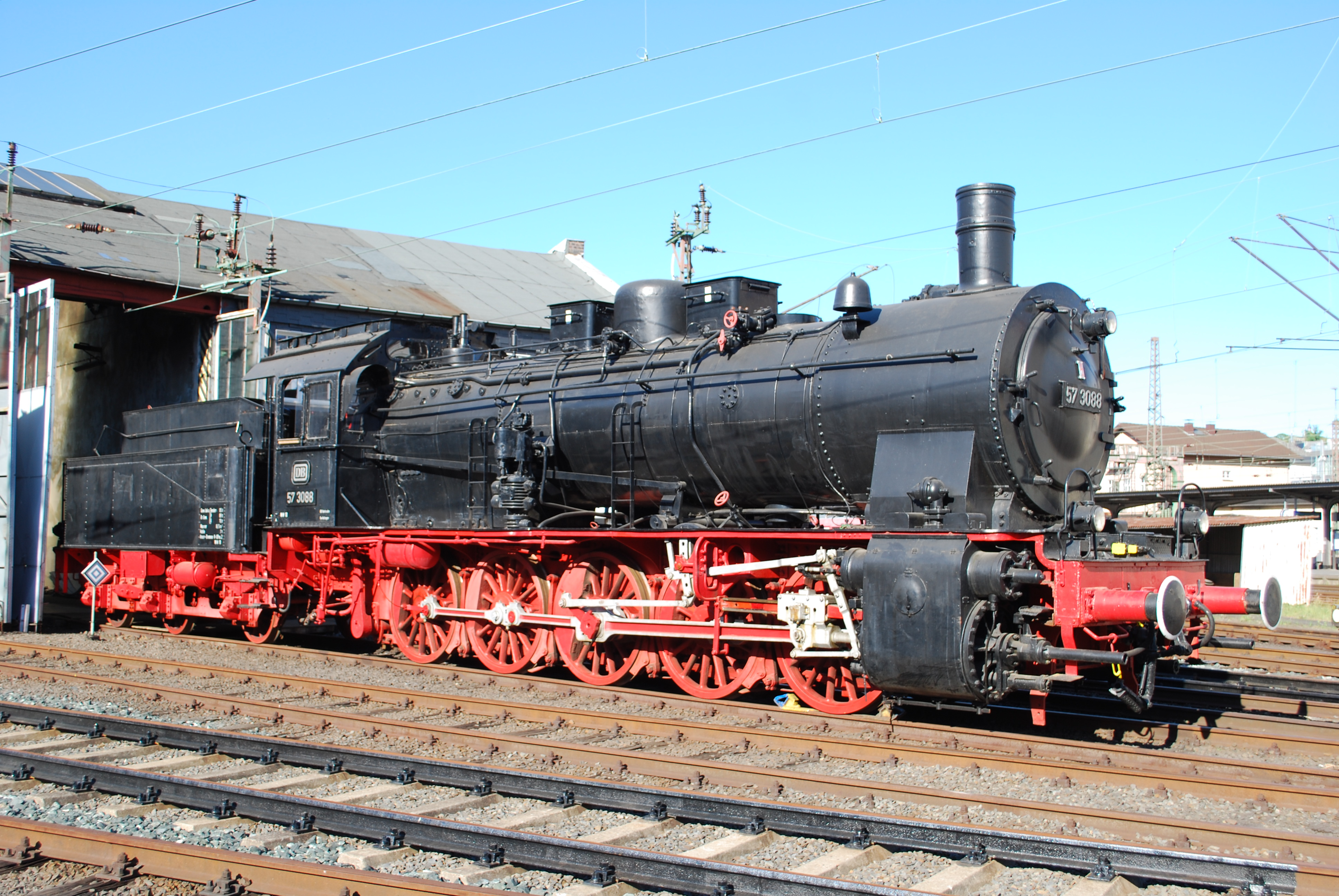
Ungepanzerte Preußische G10

Für den BP 42 wurden durchweg Dampflokomotiven der Baureihe 5710–35 (Preußische G 10) mit zwei Tendern 3 T 16,5 genutzt. Die Panzerlokomotive befand sich in der Mitte mit einem Schlepptender hinter und einem vor ihr. Die Panzerung wurde durch die Firma Krupp in Essen durchgeführt. Diese verlief im Bereich des Triebwerksbereich durchgehend senkrecht mit Türen an jeder Achse. Vor den Zylindern befanden sich eigene Panzerplatten mit verschließbaren Öffnungen. Oberhalb des Rahmens bis zu Kesselmitte folgte eine leicht geneigte Panzerplatte und darauf aufgesetzt eine weitere mit einem stärkeren Neigungswinkel von 25°. Diese schloss über die gesamte Lokomotive bündig ab. Im Bereich des Führerhauses reichte die leicht geneigte Panzerplatte bis zu Mitte der abgeschrägten Panzerplatte des vorderen Bereichs. Die Panzerung am Dach musste aus diesem Grund stärker geneigt werden. Der Übergang zwischen der Panzerung vom Kessel und dem Führerhaus war durch zwei schräggestellte dreieckige Panzerplatten abgedeckt. Dadurch entstanden keine Fangstellen, bei denen Geschosse hätten leichter durchschlagen können. In den unteren dreieckigen Panzerplatten befand sich ein abdeckbarer Sehschlitz. Die gesamte Lokomotive besaß ein glattes Panzerdach, bei dem lediglich der Schornstein hervorragte. Alle anderen Aufbauten waren abgedeckt und durch Luken erreichbar. An der Front befand sich eine zweiflügelige runde Rauchkammertür. Seitlich waren Leitern angebracht, um an die Wartungsluken zu kommen. Eine Leiter befand sich knapp vor der zweiten Achse und führte bis auf das Dach. Die zweite war in Höhe der fünften Achse und ging bis zu Kesselmitte. Das Führerhaus war hinten mit einer Panzerblende, die bis zur Oberkante des Tenders herunterreichte, abgeschlossen. Der Zugang zum Führerhaus konnte mittels einer zweiflügeligen Panzertür verschlossen werden.
Die Tender waren mit einer senkrechten Panzerung bis zur Höhe des Führerhauses ausgerüstet. Ab da wurde die Panzerung stark geneigt und verlief ab der Unterkante der Panzerblende der Dampflokomotive gerade. Eine große Panzerluke ermöglichte es, Kohle einzufüllen und zu verschließen. An der Rückseite befand sich eine geneigte Panzerplatte und eine weitere große Panzerluke für den Wassertank.

#### Kommandowagen BP 42

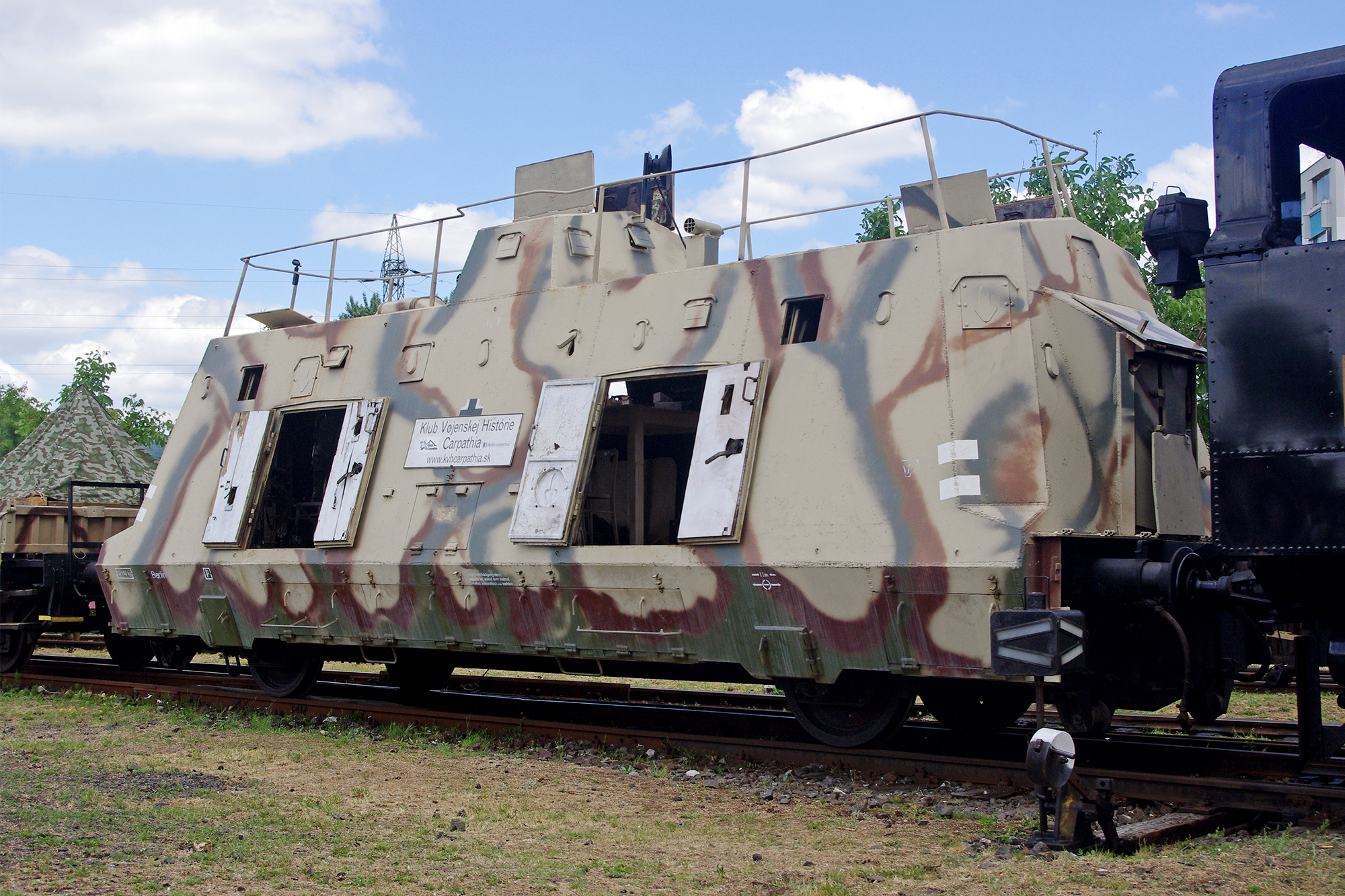
Kommandowagen

Der Kommandowagen besaß einen glattflächigen und 10 m langen Panzeraufbau. Dieser war an den Ecken abgeschrägt und 2,10 m hoch. Der Panzeraufbau war am Wagenboden 3,10 m breit und verjüngte sich zum Dach hin bis auf 1 m. Auf dem leicht abgeschrägten Dach befand sich in der Wagenmitte ein Beobachtungsstand, welcher über die gesamte Wagenbreite ging. Der Beobachtungsstand war ein 1 m breit und 75 cm hoch und konnte mit einem Scheinwerfer ausgerüstet werden. Nach vorne und hinten besaß der Beobachtungsstand je drei Sehschlitze, zu den Seiten je einen. Um die Dachkante des gesamten Panzeraufbaus verlief eine Rahmenantenne. Der gesamte Wagen war 4 m hoch und wog 32,15 t. Dieser Wagen war zweimal in jeder Hälfte des Panzerzuges vorhanden. In einem befand sich der Kommandant des Panzerzuges mit seinem Führungspersonal und Funkern. Im anderen Wagen befanden sich der stellvertretende Kommandant. Zusätzlich wurden in beiden Wagen Infanteriekräfte mitgeführt.
Zugang erlangte man durch vier zweiteilige Flügeltüren, zwei an jeder Seite. Weiterhin verfügte der Kommandowagen über zwölf Maschinengewehrluken (je eine an den Ecken, zwei nach beiden Seiten, je eine nach vorn und hinten, sowie für die Flugabwehr in den Klappen des Beobachtungsstandes) und 23 Gewehrluken (zehn auf der einen, neun auf der anderen und je zwei nach vorn und hinten). Der Kommandowagen war zusätzlich mit einem 8 m oder 9 m langem Teleskop-Kurbelmast ausgerüstet, welcher an der Spitze zu einer Sternantenne wurde. Dieser Mast konnte seitlich an spezielle Halterungen neben dem Kriechgang montiert werden.

#### Haubitzwagen BP 42
Vom Grundaufbau ähnelte der Kanonenwagen dem Kommandowagen. Verändert wurde bei diesem Wagen der Beobachtungsstand, welcher zwar immer noch in der Mitte befand, aber nicht mehr über die gesamte Breite ging. Dieser Beobachtungsstand verfügte aber nur über je zwei Sehschlitze nach von und hinten und je einen zu den Seiten. Weiterhin war der Panzeraufbau an einer Seite um 30 cm erniedrigt worden, eine Plattform für den 1,10 m hohen Geschützturm zu schaffen. Dieser war zehneckig und hatte an der Basis einen Durchmesser von 2,30 m. Nach oben verjüngte er sich auf einen Durchmesser von 1,30 m. An der Basis überragte der Geschützturm leicht den Panzeraufbau an den Seiten. Nach oben befand sich eine Luke und nach hinten eine Notausstiegsluke. Die eingebaute Kanone war eine 10-cm-Feldhaubitzen 14/19 (p). In der anderen, unveränderten Wagenhälfte, befand sich entweder eine Küche oder ein Sanitätsabteil. Die Küche des Wagens war mit einem Feldkochherd der großen Feldküche (Hf. 13) ausgerüstet. Die Höhe des Wagens betrug auch hier 4 m, jedoch wog er mit dem Geschütz 37,29 t. Zugang zum erlangte man durch zwei zweiteilige Flügeltüren an beiden Seiten des Wagens beim Sanitäts-, beziehungsweise Küchenabteil. Der Haubitzwagen verfügte über sechs Maschinengewehrluken (je eine an den Ecken und je eine an den Seiten) und 22 Gewehrluken (je zwei nach vorn und hinten und je neun zu den Seiten).

#### Kanonen- und Flakwagen BP 42

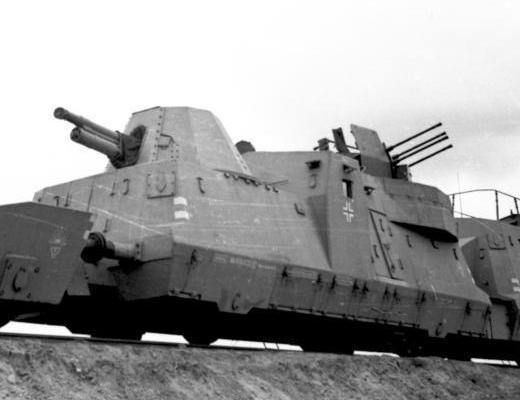
Kanonen- und Flakwagen des Panzerzug 63

Der Kanonen- und Flakwagen besaß an beiden Seiten des Wagens je 3,60 m lange Waffenplattformen, deren Unterbau eine Höhe von 1,20 m hatte. Auf dem vorderen Wagenteil befand sich der gleich dimensionierte Geschützturm wie auf dem Kanonenwagen. Dieser war nun aber mit einer 7,62-cm-Feldkanonen 295/1 (r)ausgerüstet. Auf der hinteren Plattform, welche zu beiden Seiten und nach hinten etwas ausladend war, befand sich ein 2-cm-Flakvierling 38. Die Seitenwände der Plattform waren 80 cm hohe Panzerplatten, welche abklappbar waren. An beiden Seiten der Flak, befand sich je eine zweiteilige Zugangstür zum Wagen. Da der Beobachtungsstand bei diesem Wagen komplett wegfiel, wurden an dem breiteren Mittelteil des Wagens Sehschlitze angebracht. Mit je einem an jeder Seite des Wagens war es möglich, an dem Geschütz vorbei auf das Gleis blicken zu können. Auch dieser Wagen hatte durch die Flak eine Höhe von 4 m und ein Gewicht von 35,75 t. Auf dem Beobachtungsstand des Kanonen- und Flakwagen konnte ein Scheinwerfer montiert werden. Der Kanonen- und Flakwagen verfügte über sechs Maschinengewehrluken (je eine an den Ecken und je eine an den Seiten) und 18 Gewehrluken (vier nach vorn, zwei nach hinten und je sechs zu den Seiten).

#### Panzerträgerwagen BP 42
Die Panzerträgerwagen waren speziell für den Panzerkampfwagen 38 (t) konstruiert worden. Die Wagen waren 9 m lang und 85 cm hoch. Die Standfläche des Panzerkampfwagens befand sich auf Achshöhe der Wagen. Um den Panzer aufnehmen zu können, wurde der Radstand von 6 m auf 7 m verlängert. Zusätzlich konnten 30 cm hohe seitliche Panzerblenden aufgeklappt und dadurch das komplette Fahrwerk des Panzers geschützt werden. Aus der Wanne führten, nach vorn und hinten, schräge und geriffelte Ebenen. Die Riffelung erhöhte die Griffigkeit der Panzerkette auf dem blanken Metall. Die nach oben führenden Ebenen mussten eingebaut werden, damit der Panzer beim Verlassen oder Einfahren in den Wagen die Achsen überwinden konnte. Nach vorn war eine fest verbaute, 1,80 m lange Abfahrtsrampe angebracht. Unbelastet ragte sie 20 cm über die Gleise hinaus. Das Gewicht des Panzerträgerwagens betrug ohne Panzer 17,54 t, mit Panzer 27,2 t.

### Kennzeichnung BP 42
Die Wagen hatten als Anschrift ein P, was sie als Privatfahrzeuge und somit Eigentum der Wehrmacht kennzeichnete. Der Eigner war die Firma Deipa (Deutsche-Eisenbahn-Panzerzüge) mit der Kennzeichnung Berlin W35, der Heimatbahnhof war Wustermark Vbf. Weiterhin erhielten die Wagen eine sechsstellige Nummer, welche bei allen Panzerzügen mit 936 begann. Die letzten drei Stellen setzten sich aus der Nummerierung der Panzerzüge und der Wagenreihung zusammen. So hatte der Panzerzug 61 die Nummer 01 bis zum Panzerzug 82 mit der Nummer 22. So hatte der vierte Wagen des Panzerzug 65 die Nummer 936 054. Hier ein exemplarisches Beispiel der Nummern am Panzerzug 61:
| Panzerzug Nr. | Wagen Nr. | Wagen Typ              | Kennzeichnung |
| ------------- | --------- | ---------------------- | ------------- |
| 61            | 2         | Panzerträgerwagen      | 936 012       |
| 61            | 3         | Kanonen- und Flakwagen | 936 013       |
| 61            | 4         | Kommandowagen          | 936 014       |
| 61            | 5         | Haubitzwagen           | 936 015       |
| 61            | 6         | Haubitzwagen           | 936 016       |
| 61            | 7         | Kommandowagen          | 936 017       |
| 61            | 8         | Kanonen- und Flakwagen | 936 018       |
| 61            | 9         | Panzerträgerwagen      | 936 019       |

## Behelfsmäßiger Panzerzug 1944

### Geschichte BP 44
Als im Jahr 1943 die Ostfront immer weiter bröckelte und sich die Wehrmacht im Rückzug befand, wurden auch die Panzerzüge immer mehr an das Kampfgeschehen an der Front einbezogen. Waren sie vorher für die Streckensicherung und Abwehr gegen Partisanen im rückwärtigen Raum zuständig, wurden sie immer häufiger an direkten Gefechten in den vordersten Linien eingesetzt. Hierbei trat nicht nur die unzureichende Panzerung zutage, auch die Bewaffnung war gegen Panzerkampfwagen völlig ungeeignet. Die Panzerung der Wagen konnte allerdings nicht verstärkt werden, da sonst das Gewicht der Wagen überschritten worden wäre. So versuchte man, die Bewaffnung der Panzerzüge zu verbessern. So sollten die Beutegeschütze durch die deutsche 10,5-cm-leichte Feldhaubitze 18/40 ersetzt werden. Aufgrund von Lieferschwierigkeiten war dies aber nicht bei allen Panzerzügen möglich.
Somit entschloss man sich, an beiden Zugenden die Abstoßwagen zu entfernen und durch Flachwagen mit einem aufgesetzten Geschützturm des Panzerkampfwagen IV Ausführung H zu ersetzen. Die Abstoßwagen betrachtete man als entbehrlich, da durch die zunehmende Annäherung an das Reichsgebiet nicht mehr mit Minen zu rechnen war. Dennoch war ein Ankoppeln von Abstoßwagen vor den neuen Kampfwagen möglich und in Eigenverantwortung des Panzerzugkommandanten durchzuführen. Die ersten Erfahrungen sammelte der Panzerzug 1, welcher erbeutete T-34 Panzer nutzte und auf Flachwagen montierte.
Auch die anderen Wagen wurden verbessert. Hatten die Wagen vorher aufgeschraubte Panzerblenden für die Maschinengewehrluken, so wurden diese durch eingelassene Luken ersetzt. Auch wurde die Gliederung der Besatzung angepasst. Dieser neue Typ wurde als Behelfsmäßiger Panzerzug 1944 (BP 44) bezeichnet.

### Produktion BP 44
Am 6. September 1943 erteilte das Oberkommando des Heeres den Auftrag für zwölf Panzerzüge des Typs BP 44. Diese sollten die Nummern 73 bis 84 erhalten, wobei der erste (Panzerzug 73) im Januar 1944 verwendungsbereit sein sollte. Die Auslieferung der neuen Panzerzüge begann aber erst im Frühjahr 1944 und zog sich bis Kriegsende hin.

### Technische Daten BP 44
Die Wagentypen des BP 42 wurden beim BP 44 übernommen, jedoch angepasst und verbessert. So waren die gepanzerten Aufbauten nun symmetrisch auf dem Wagen angebracht. Die Maschinengewehrluken waren nun direkt in die Panzerwände eingelassen und verfügten über Regenabweiser.

#### Panzerjägerwagen BP 44

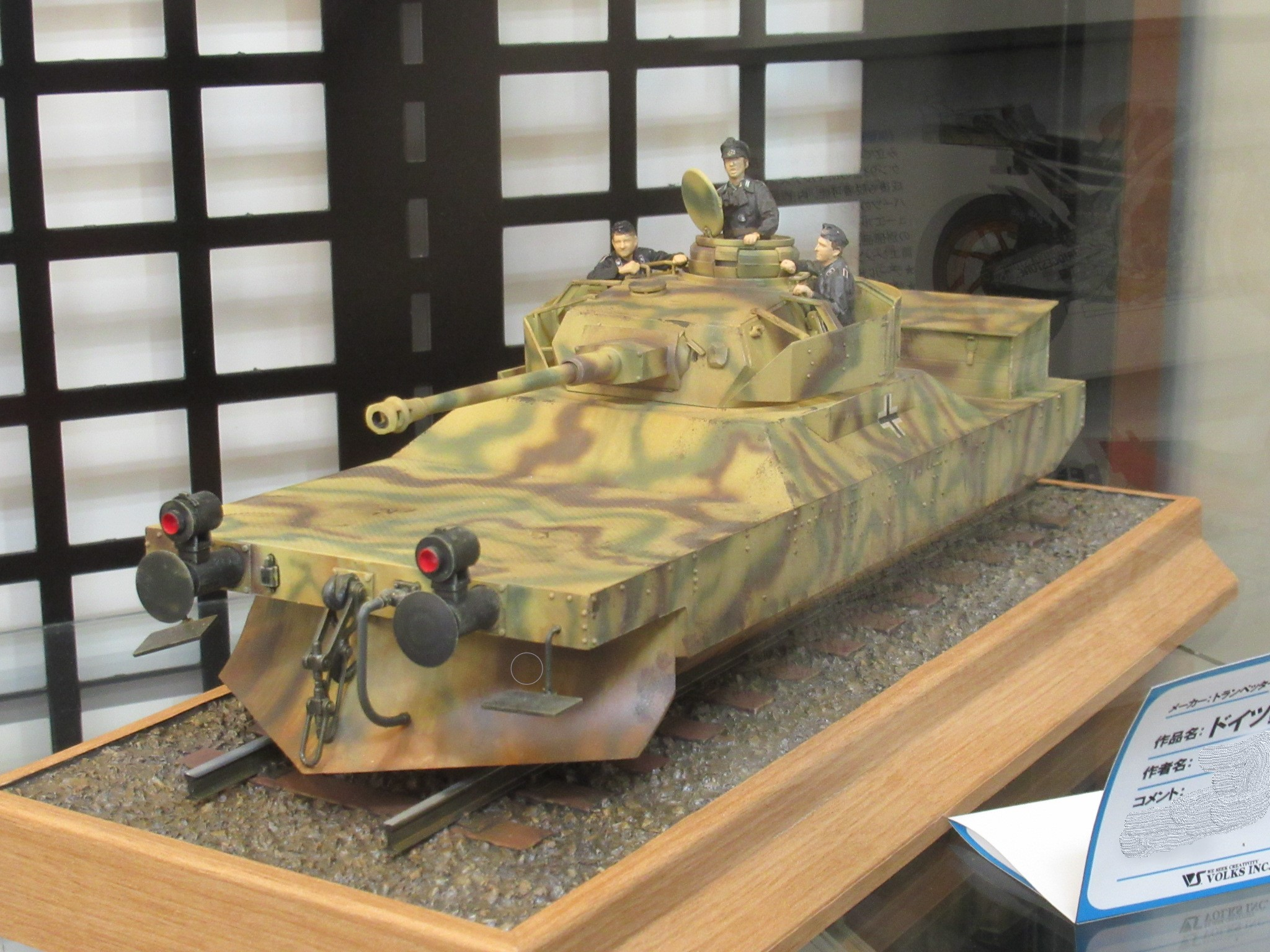
Modell eines Panzerjägerwagens

Eine weitere große Veränderung war der Abstoßwagen. Dieser wurde entfernt und durch einen Panzerjägerwagen ersetzt. Diese Wagen waren 9 m lang und hatten einen Achsstand von 5 m. Mit 80 cm Höhe war der Grundwagen etwas niedriger als der Panzerträgerwagen. Dieser Wagen war im Grunde eine komplette Fahrgestellpanzerung und besaß vorn eine kleine Räumschaufel. Um vor dem Panzerträgerwagen mit seiner Abfahrtsrampe gekoppelt werden zu können, war der hintere Teil des Wagens abgeschrägt. In der Mitte des Wagens befand sich ein Panzeraufbau mit einer Länge von 3,50 m und einer Höhe von 50 cm. Die Wände dieses Aufbaus waren abgeschrägt und teilweise mit Maschinengewehrluken und Sehschlitzen nach vorn und an den Seiten versehen. Auf diesem Aufbau wurde der Turm eines Panzerkampfwagens IV Ausführung H mit einer 7,5-cm-Kampfwagenkanone L/48 aufgesetzt. Üblicherweise wurden diese Türme auch mit eigenen Panzerschützen versehen. Der Wagen konnte automatisch entkuppelt und pneumatisch abgestoßen werden, um dem Panzer auf dem Panzerträgerwagen das Abfahren zu ermöglichen. Um eine kurze Strecke selber fahren zu können, sei es um mehr Platz für den Panzer zu schaffen oder um sich wieder ankuppeln zu können, verfügte der Wagen über einen kleinen Elektromotor. Das Gewicht des Wagens betrug 24 t.

### Kennzeichnung BP 44
Die Kennzeichnung änderte sich beim BP 44 nicht. Lediglich kamen nun die Panzerjägerwagen hinzu. Hier ein exemplarisches Beispiel der Nummern am Panzerzug 72:
| Panzerzug Nr. | Wagen Nr. | Wagen Typ              | Kennzeichnung |
| ------------- | --------- | ---------------------- | ------------- |
| 72            | 1         | Panzerjägerwagen       | 936 121       |
| 72            | 2         | Panzerträgerwagen      | 936 122       |
| 72            | 3         | Kanonen- und Flakwagen | 936 123       |
| 72            | 4         | Kommandowagen          | 936 124       |
| 72            | 5         | Haubitzwagen           | 936 125       |
| 72            | 6         | Haubitzwagen           | 936 126       |
| 72            | 7         | Kommandowagen          | 936 127       |
| 72            | 8         | Kanonen- und Flakwagen | 936 128       |
| 72            | 9         | Panzerträgerwagen      | 936 129       |
| 72            | 10        | Panzerjägerwagen       | 936 120       |